# 藤原忠宗
藤原 忠宗 （ふじわら の ただむね） は、平安時代後期の公卿。藤原北家、左大臣・藤原家忠の長男。官位は従三位・権中納言。蔵人頭を9年間にも亘って務めるといった有能な政治家であり「天下を支ふるの臣」と評された。花山院家2代。

## 経歴
永長2年（1097年）従五位下に叙爵。康和2年（1100年）侍従に任ぜられ、康和4年（1102年）従五位上に進む。康和5年（1103年）東宮昇殿、続いて康和6年（1104年）昇殿を聴されて讃岐介を兼ねた。
嘉承元年12月（1107年1月）左近衛少将に任ぜられる。嘉承2年（1107年）には伊予介を兼ね、五位蔵人に補任。天仁元年（1108年）正五位下・丹波権介に叙任され、天永3年（1112年）従四位下に叙せられた。加賀権介を経て、永久5年（1117年）従四位上に昇叙。永久6年（1118年）に備中権介を兼ねる。元永2年（1119年）正四位下・左近衛中将に叙任され、元永3年（1120年）美作介、保安3年12月（1123年1月）蔵人頭に補せられ、翌保安4年（1123年）には中宮権亮も兼ねた。
美作権介・播磨介を兼帯し、大治5年（1130年）従三位・参議に叙任されて公卿に列す。大治6年（1131年）には丹波権守を兼ね、同年権中納言に任ぜられた。さらに中宮権大夫を兼ねるが、長承2年（1133年）9月1日の夜、俄かに調子を崩して父に先立って薨去したという。享年47。忠宗の死因は年来患っていた睡眠病（ある病によって絶えず眠りを催す症状をいう）であったが、同じく大治4年（1129年）に睡眠病での藤原顕隆の薨去もあって、当時尤も恐れるべき病とされた。

## 官歴
※以下、『公卿補任』の記載に従う。
- 永長2年（1097年）正月5日：従五位下に叙す（父卿譲平野大野原行幸行事賞）。
- 康和2年（1100年）7月24日：侍従に任ず。
- 康和4年（1102年）9月25日：従五位上に叙す（天皇高陽院還宮賞）。
- 康和5年（1103年）8月17日：東宮昇殿を聴す。
- 康和6年（1104年）正月14日：昇殿を聴す。正月28日：讃岐介に任ず。
- 嘉承元年12月27日（1107年1月22日）：左近衛少将に任ず。
- 嘉承2年（1107年）
  - 正月26日：伊予介を兼ぬ。
  - 7月19日：昇殿を止み、新帝昇殿を聴す。
  - 12月8日（1108年1月22日）：五位蔵人に補す。
- 天仁元年（1108年）11月10日：丹波権介を兼ぬ。11月20日：正五位下に叙す（主基）。
- 天永3年（1112年）正月5日：従四位下に叙す。少将如元。
- 天永4年（1113年）正月28日：加賀権介を兼ぬ。
- 永久5年（1117年）正月5日：従四位上に叙す（府）。
- 永久6年（1118年）正月-日：備中権介を兼ぬ。
- 元永2年（1119年）2月11日：正四位下に叙す。11月17日：左近衛中将に転ず。
- 元永3年（1120年）正月28日：美作介を兼ぬ。
- 保安2年（1121年）2月13日：右近衛中将に任ず。
- 保安3年（1122年）2月8日：禁色を聴す。12月17日（1123年1月16日）：蔵人頭に補す。
- 保安4年（1123年）
  - 正月28日：新帝蔵人頭に補す。
  - 9月6日：中宮権亮を兼ぬ。
  - 11月14日：権亮を止む（依院号）。
- 保安5年（1124年）正月-日：美作権介を兼ぬ。
- 大治4年（1129年）正月-日：播磨介を兼ぬ。
- 大治5年（1130年）
  - 10月5日：参議に任ず。右中将如元。
  - 11月5日：従三位に叙す（松尾北野行幸賞）。
- 大治6年（1131年）/天承元年
  - 正月22日：丹波権守を兼ぬ。
  - 12月22日（1132年1月12日）：権中納言に任ず。
  - 12月24日（1132年1月14日）：中宮権大夫を兼ぬ。
- 長承2年（1133年）9月1日：薨去。享年47。

## 系譜
- 父：藤原家忠
- 母：藤原定綱の女
- 妻：藤原能実の女
  - 長男：藤原忠光（?-1180）
- 妻：藤原家保の女
  - 次男：藤原忠雅（1124-1193） - 子孫は花山院家
  - 三男：中山忠親（1131-1195） - 子孫は中山家
  - 女子：三条公行室
- 生母不詳の子女
  - 男子：覚成（1126-1198）
  - 男子：覚深（?-?）